# Oratorio dell'Opera di Marciaso
L'oratorio dell'Opera di Marciaso è un edificio sacro che si trova in località Marciaso a Fosdinovo.
Fondato nel 1748, sotto il marchesato di Gabriele III Malaspina, e costruito prevalentemente con pietre della vicina cava in località Bozarei, possiede una notevole raccolta di oggetti d'arte sacra. Oltre agli altari in marmi policromi di gusto tardobarocco, originari della chiesa, vi sono, sulla sinistra, un frammento di polittico marmoreo in cui è collocata una Madonna Assunta, sulla destra un Crocifisso ancora di marmo con due statue ai lati e - in fondo all'interno di nicchie - una statua di San Bartolomeo, datato 1465, e due santi fra cui san Genesio. Anche all'esterno, nella piazzetta antistante la chiesa, due bei marmi della Madonna di Loreto, a fianco di uno stemma malaspiniano, datati 1622 e 1627. Oggi è la chiesa parrocchiale di San Bartolomeo di Marciaso.